# كريسوتوكسوم بوبسنس
كريسوتوكسوم بوبسنس (بالإنجليزية: Chrysotoxum pubescens) هو نوع من أنواع الذباب السرفيدي ضمن فصيلة Syrphidae، ويُعرف أحيانًا باسم ذبابة الحوامة بسبب قدرته على التحليق في مكان واحد. وصف هذا النوع لأول مرة من قبل العالم لويس سنة 1842.

## التوزيع
تم تسجيل هذا النوع في مناطق مختلفة من أوروبا وآسيا، ويُفضل الموائل العشبية وحواف الغابات التي تتوفر فيها الأزهار التي يتغذى عليها البالغون.

## الشكل والسلوك
يشبه كريسوتوكسوم بوبسنس في مظهره بعض أنواع الدبابير، وهو مثال كلاسيكي على التقليد الدفاعي في الطبيعة، حيث تتطور الحشرات غير المؤذية لتشبه الأنواع السامة أو المفترسة. تتغذى الحشرات البالغة على رحيق الأزهار، بينما يُعتقد أن اليرقات تعيش في التربة وتتغذى على المنّ.

## وصلات خارجية
- صفحة النوع في قاعدة بيانات GBIF
- قاعدة بيانات Fauna Europaea – Chrysotoxum pubescens